# Scottish Challenge Cup
Pour les articles homonymes, voir Challenge Cup.
La Scottish Challenge Cup est une compétition écossaise de football. Elle est organisée par la Scottish Football League depuis la saison 1989-1990, date à laquelle elle a été créée pour fêter son centenaire. Elle est ouverte à tous les clubs de la Scottish Football League, à savoir les 30 clubs écossais disputant la Scottish First Division, la Scottish Second Division et la Scottish Third Division (à savoir l'équivalent de la D2, D3 et D4 écossaises), selon un format équivalent au Football League Trophy anglais.
En 2011-2012, la Scottish Challenge Cup s'ouvre aux équipes des divisions inférieures à la Scottish Football League. Et depuis 2016-2017, des équipes non écossaises sont invitées.
Pour l'édition 2019-2020, les participants sont : les 30 équipes de la Scottish Football League, les 12 équipes U21 des clubs de Scottish First Division, 4 équipes de la Highland Football League, 4 équipes de la Lowland Football League et 2 équipes de chacune des divisions suivantes : Championnat d'Irlande de football, Irish Premiership, Welsh Premier League et National League (D5 et D6 anglaises).
Cette compétition est sponsorisée depuis 2019 par la société Tunnock's et s'appelle donc officiellement depuis Tunnock's Caramel Wafer Challenge Cup.

## Format
La Scottish Challenge Cup se déroule selon un format de coupe à élimination directe sur un seul match. Elle débute tôt dans la saison, le premier tour se déroulant souvent avant la première journée de championnat. La finale, disputée sur terrain neutre, se déroule quant à elle en octobre ou en novembre.
Pour le premier tour, les clubs sont répartis en deux zones géographiques, Nord-Est et Sud-Ouest et un club par zone en est exempt, ce qui donne 7 rencontres par zone et donc 14 qualifiés et les deux clubs exemptés pour le second tour correspondant à un huitième de finale.

## Résultats
Les clubs vainqueurs sont majoritairement des clubs de First Division, le plus haut niveau représenté dans cette compétition. Cependant, 4 clubs de Second Division ont gagné ce trophée.
| Saison    | Vainqueur | Score | Finaliste | Stade |
| 1990-1991 | Dundee FC | 3-2 a.p. | Ayr United | Fir Park, Motherwell |
| 1991-1992 | Hamilton Academical | 1-0 | Ayr United | Fir Park, Motherwell |
| 1992-1993 | Hamilton Academical | 3-2 | Morton FC | St. Mirren Park, Paisley                                                                                                 |
| 1993-1994 | Falkirk FC | 3-0 | St Mirren FC | Fir Park, Motherwell |
| 1994-1995 | Airdrieonians FC | 3-2 a.p. | Dundee FC | McDiarmid Park, Perth |
| 1995-1996 | Stenhousemuir FC (D2) | 0-0 a.p., 5-4 t.a.b. | Dundee United | McDiarmid Park, Perth |
| 1996-1997 | Stranraer FC (D2) | 1-0 | St. Johnstone FC | Broadwood Stadium, Cumbernauld                                                                                           |
| 1997-1998 | Falkirk FC | 1-0 | Queen of the South (D2)                                                                                                  | Fir Park, Motherwell |
| 1998-1999 | Compétition annulée pour manque de sponsors                                                                              | Compétition annulée pour manque de sponsors                                                                              | Compétition annulée pour manque de sponsors                                                                              | Compétition annulée pour manque de sponsors                                                                              |
| 1999-2000 | Alloa Athletic (D2) | 4-4 a.p., 5-4 t.a.b. | Inverness CT | Excelsior Stadium, Airdrie                                                                                               |
| 2000-2001 | Airdrieonians FC | 2-2 a.p., 3-2 t.a.b. | Livingston FC | Broadwood Stadium, Cumbernauld                                                                                           |
| 2001-2002 | Airdrieonians FC | 2-1 | Alloa Athletic (D2) | Broadwood Stadium, Cumbernauld                                                                                           |
| 2002-2003 | Queen of the South | 2-0 | Brechin City (D2) | Broadwood Stadium, Cumbernauld                                                                                           |
| 2003-2004 | Inverness CT | 2-0 | Airdrie United (D2) | McDiarmid Park, Perth |
| 2004-2005 | Falkirk FC | 2-1 | Ross County | McDiarmid Park, Perth |
| 2005-2006 | St Mirren FC | 2-1 | Hamilton Academical | Excelsior Stadium, Airdrie                                                                                               |
| 2006-2007 | Ross County | 1-1 a.p., 5-4 t.a.b. | Clyde FC | McDiarmid Park, Perth |
| 2007-2008 | St. Johnstone FC | 3-2 | Dunfermline Athletic | Dens Park, Dundee |
| 2008-2009 | Airdrie United | 2-2 a.p., 3-2 t.a.b. | Ross County | McDiarmid Park, Perth |
| 2009-2010 | Dundee FC | 3-2 | Inverness CT | McDiarmid Park, Perth |
| 2010-2011 | Ross County | 2-0 | Queen of the South | McDiarmid Park, Perth |
| 2011-2012 | Falkirk FC | 1-0 | Hamilton Academical | Almondvale Stadium, Livingston                                                                                           |
| 2012-2013 | Queen of the South (D2)                                                                                                  | 1-1 a.p., 6-5 t.a.b. | Partick Thistle | Almondvale Stadium, Livingston                                                                                           |
| 2013-2014 | Raith Rovers | 1-0 a.p. | Rangers FC | Almondvale Stadium, Livingston                                                                                           |
| 2014-2015 | Livingston FC | 4-0 | Alloa Athletic | McDiarmid Park, Perth |
| 2015-2016 | Rangers FC | 4-0 | Peterhead FC | Hampden Park, Glasgow |
| 2016-2017 | Dundee United | 2-1 | St Mirren FC | Fir Park, Motherwell |
| 2017-2018 | Inverness CT | 1-0 | Dumbarton FC | McDiarmid Park, Perth |
| 2018-2019 | Ross County | 3-1 | Connah's Quay Nomads | Caledonian Stadium, Inverness                                                                                            |
| 2019-2020 | Finale non jouée en raison de la pandémie de Covid-19 ; titre partagé entre Inverness Caledonian Thistle et Raith Rovers | Finale non jouée en raison de la pandémie de Covid-19 ; titre partagé entre Inverness Caledonian Thistle et Raith Rovers | Finale non jouée en raison de la pandémie de Covid-19 ; titre partagé entre Inverness Caledonian Thistle et Raith Rovers | Finale non jouée en raison de la pandémie de Covid-19 ; titre partagé entre Inverness Caledonian Thistle et Raith Rovers |
| 2020-2021 | Compétition annulée | Compétition annulée | Compétition annulée | Compétition annulée |
| 2021-2022 | Raith Rovers | 3-1 | Queen of the South | Excelsior Stadium, Airdrie                                                                                               |
| 2022-2023 | Hamilton Academical | 1-0 | Raith Rovers | Falkirk Stadium, Falkirk                                                                                                 |
| 2023-2024 | Airdrieonians | 2-1 | The New Saints | Falkirk Stadium, Falkirk                                                                                                 |

## Performance par clubs
| Classement | Club                         | Victoires | Finalistes | Date dernière victoire |
| 1er        | Falkirk FC                   | 4         | 0          | 2012                   |
| 2e         | Ross County                  | 3         | 2          | 2019                   |
| -          | Hamilton Academical          | 3         | 2          | 2023                   |
| -          | Inverness CT                 | 3         | 2          | 2020                   |
| 5e         | Raith Rovers                 | 3         | 1          | 2022                   |
| 6e         | Airdrieonians FC (1878-2002) | 3         | 0          | 2002                   |
| 7e         | Queen of the South           | 2         | 3          | 2013                   |
| 8e         | Dundee FC                    | 2         | 1          | 2010                   |
| -          | Airdrieonians FC             | 2         | 1          | 2024                   |
| 10e        | St. Mirren FC                | 1         | 2          | 2006                   |
| -          | Alloa Athletic               | 1         | 2          | 2000                   |
| 12e        | Dundee United                | 1         | 1          | 2017                   |
| -          | Rangers FC                   | 1         | 1          | 2016                   |
| -          | Livingston FC                | 1         | 1          | 2015                   |
| -          | St Johnstone FC              | 1         | 1          | 2008                   |
| 16e        | Stranraer FC                 | 1         | 0          | 1997                   |
| -          | Stenhousemuir FC             | 1         | 0          | 1996                   |
| 18e        | Ayr United                   | 0         | 2          | -                      |
| 19e        | Dumbarton FC                 | 0         | 1          | -                      |
|            | Peterhead FC                 | 0         | 1          | -                      |
| -          | Partick Thistle              | 0         | 1          | -                      |
| -          | Dunfermline Athletic         | 0         | 1          | -                      |
| -          | Clyde FC                     | 0         | 1          | -                      |
| -          | Brechin City                 | 0         | 1          | -                      |
| -          | Morton FC                    | 0         | 1          | -                      |
| -          | Connah's Quay Nomads         | 0         | 1          | -                      |
| -          | The New Saints               | 0         | 1          | -                      |

## Sponsoring
La Scottish Challenge Cup a porté différents noms de sponsors au cours de son histoire :
- B&Q Centenary Cup (1990-1991)
- B&Q Cup (1991-1995)
- League Challenge Cup (1995-1998, pas de sponsor)
- Bell's Challenge Cup (1999-2001)
- League Challenge Cup (2001-2008)
- Alba Challenge Cup (2008-2011)
- Ramsdens Cup (2011-2014)
- Petrofac Training Cup (2014-2016)
- Irn-Bru Cup (2016-2019)
- Tunnock's Caramel Wafer Challenge Cup (2019-2020)
- SPFL Trust Trophy (depuis 2021)